# Juan Carlos Baglietto
Juan Carlos Baglietto (Rosario, 14 de junio de 1956) es un músico y cantante argentino. Fue uno de los fundadores de la trova rosarina, y el primer miembro de ese colectivo de artistas que alcanzó la fama a nivel nacional. Se consagró en el ámbito del rock argentino gracias a su álbum clásico de 1982, Tiempos difíciles.

## Biografía

### Infancia y adolescencia
Baglietto nació en un hogar de trabajadores oriundos del barrio rosarino de Arroyito, el cual había llegado a formar parte de la clase media santafesina en la segunda mitad del siglo XX. Su padre era un obrero ferroviario y su madre era una ama de casa, quien lo mandó a estudiar la ejecución de la guitarra desde los cinco años. Así, J.C. Baglietto se inició tocando música folclórica argentina, aunque ya en la adolescencia se vio influido por los primeros compositores del rock nacional argentino.

### Inicios
En 1972 integra sus primeros grupos: Vía Véneto (con el que hacían cóvers) y Confidencias (de proyección folclórica). Paralelamente trabaja algunos años animando fiestas infantiles bajo el nombre de «Juan Tolón». Bastante tiempo después, en un reportaje concedido al periodista Marcelo Figueras decía:

"De ellos ―de los chicos― obtuve la desinhibición en el escenario, porque así es como son: si les gustás, te matan a besos, y si no les caés bien te escupen un ojo con la misma naturalidad".
Juan Carlos Baglietto

Irreal
En 1975, Baglietto forma Irreal, banda rosarina de rock progresivo que tuvo gran repercusión en el interior argentino. Entre otros, Irreal estuvo integrado por Adrián Abonizio (voz y guitarras), Daniel Wirtz (batería), Sergio Sainz (bajo), Juan Chianelli (teclados), Juan "Piraña" Fegúndez (percusión y flauta) y Beto Corradini (guitarra). Llega el golpe militar de 1976 y la censura. Se intensifica la persecución que sufrían por parte de la dictadura militar. En agosto de 1979 se realiza en Tucumán el Primer Encuentro Nacional de Rock del Interior. Toca Irreal, junto a Redd (de Tucumán) y Trigémino (de Buenos Aires). Con gran convocatoria en sus shows y con una particular relación con sus seguidores, el primer período del grupo abarcó de 1976 hasta 1979 y de ahí en adelante hasta 1981, cuando se separan por presión de la censura militar. Alcanzan a publicar algunas copias en casette de su grabación debut “Cucarachas para el desayuno”, grabada en vivo en Tucumán en enero de 1980, la cual solo se vendía en sus shows. Pilsen, la emblemática banda punk sucesora de los Violadores, en los años noventa realizaría una lograda versión cover del tema de Irreal “Cucarachas para el desayuno”. En 2018 se reeditó su grabación debut en formato CD.

### Trova rosarina y consagración
A mediados de 1981, Baglietto se lanza como solista. Realiza su presentación en Capital Federal, pero no logra trascendencia sino hasta que se consagró como revelación del Festival de La Falda de 1982. Para ese entonces había armado un grupo soporte, con Silvina Garré como corista, Fito Páez como tecladista, Rubén Goldín en guitarra, Sergio Sainz en bajo y José Zappo Aguilera en batería. Esta fue la banda con la cual grabó Tiempos difíciles, que marcó un récord al convertirse en el primer álbum debut de un artista argentino en alcanzar el disco doble de platino. Muchos de sus temas, como Mirta, de regreso o Era en abril, alcanzaron una gran difusión en las radios de Buenos Aires. En 2010 Tiempos difíciles lleva vendidas más de 130.000 unidades.
Apresuradamente, Baglietto lanzó a fines de ese mismo año su segundo álbum, Actuar para vivir, para que el público no lo anclara en los temas de su álbum debut.
En mayo de 1983, se organiza El Rosariazo, un concierto en Obras de todos los músicos rosarinos. Baglietto se presenta junto a Litto Nebbia, Silvina Garré y Fabián Gallardo. Su banda realiza cinco llenos totales en el Teatro Astral, para presentar la placa Baglietto. Ese mismo año, Fito Páez y Silvina Garré dejan la banda.
En noviembre de 1984, se realizó el show «Por qué cantamos» junto a Celeste Carballo, Nito Mestre y el grupo Oveja Negra. Ese año se publica Baglietto & compañía, mitad recopilación y mitad temas originales. En el verano de 1985 vuelve a presentarse en el Festival de Rock de La Falda. Viaja a España en una gira de promoción con Celeste Carballo, Nito Mestre y Oveja Negra. Juntos recorren el país y Chile presentando «Por qué cantamos». La gira culmina en Buenos Aires, en el Teatro Coliseo, en donde se grabó un disco en vivo que publicó el año siguiente el sello EMI.

### Post-trova rosarina
En 1985, Fito Páez había estado tocando en la banda de Charly García. En marzo se presentan, cada uno con su respectiva banda, en el Chateau Rock ’85, en Córdoba. En junio acuerdan presentar juntos el material de sus últimos trabajos, hacen tres shows en el Estadio de Obras y otro en el estadio de Rosario Central. Hacia octubre fue el turno del festival Rock&Pop, organizado por la radio del mismo nombre, con invitados internacionales.
En la segunda mitad del año graba Modelo para armar (con Juan Pollo Raffo como tecladista), que sale publicado ese mismo año y lo presenta el 27, 28 y 29 de diciembre en el Teatro Ópera. La escenografía convierte a toda la sala en un gran taller y Juan baja en una bicicleta colgada de un cable en el arranque del show.
En 1986, se presenta en Barrancas de Belgrano en el ciclo de conciertos organizados por la Secretaría de Cultura de la Municipalidad convocando a cerca de 40 000 personas. Presenta en Obras Sanitarias su nueva placa Acné con renovadas versiones de temas que ya forman parte de la historia del rock nacional. La puesta en escena muestra un Wincofón gigante donde el plató hace las veces de tarima de músicos y un rayo láser dibuja un disco que cae al comienzo del show. Realiza una gira por varias ciudades del país: Rosario, Mar del Plata, Córdoba, Catamarca, ante multitudes en estadios al aire libre. Antes de terminar el año graba y publica su octavo LP Mami. En septiembre del mismo año, se presentó ante cien mil personas en el Monumento a la Bandera de Rosario (Argentina), como parte de los festejos por los Mil Días en Democracia, junto a Fito Páez, Silvina Garré y Antonio Tarragó Ros.
Realiza presentaciones por el interior del país presentando su placa Mami con marionetas gigantes, bailarinas y una impactante escenografía. Prepara una gira latinoamericana con presentaciones en el teatro Carlos Marx (en La Habana, Cuba), junto a Fito Páez, y otras en México y Perú con su banda.
En 1988 Mami fue registrado tras un año y medio de silencio, con el acompañamiento de Sergio Sainz (bajo), Eduardo Rogatti (guitarra), Marco Pusineri (batería) y Rubén Goldín (coros). Además, logra concretar el proyecto del estudio de grabación propio. Produce álbumes de Adrián Abonizio, Corradini-Campos, Anabell López Domínguez (hermana de Silvio Rodríguez) y de Tania Libertad y prepara demos propios. Viaja a Rusia para representar a la Argentina en el Festival Mundial de la Juventud, junto a León Gieco y Litto Nebbia, entre otros.
En 1989, Silvina Garre y él tomaron la decisión de hacer un show conjuntamente y grabar un disco en vivo. Sobre su relación artística con Garre, Baglietto expresó: 

"El encuentro da la posibilidad de mostrar cuán distintos podemos ser. Con los años hemos ido alejándonos en estilo, pero eso se puede compartir".

El éxito de este disco los llevó a prolongar las actuaciones, esta vez con una gira por todo el país, que los ocupó por varios meses. Baglietto graba Ayúdame a mirar, desarma la banda que lo venía acompañando con pocos cambios desde sus comienzos y arma un grupo compuesto por 3 guitarras y percusión. Lo presenta el 17, 18 y 19 de agosto en el Teatro Ópera. La puesta en escena muestra una banda totalmente acústica sobre un fondo de tres pantallas con diapositivas que cambian la escenografía tema a tema.

### Los '90
Realiza una gira por Ushuaia, Río Grande, Río Gallegos, Comodoro Rivadavia, Viedma, Bahía Blanca y Santa Rosa presentando con Silvina Garré el espectáculo de 1989, igual al que se vio en Buenos Aires.
Junto a Lito Vitale encararon un proyecto musical que desembarcó en Postales de este lado del mundo, disco que incluía temas de populares autores criollos, como Carlos Gardel, Homero Manzi, los hermanos Expósito, Mariano Mores y Enrique Santos Discépolo.
En 1992 se presenta en el Festival de Cosquín y en junio viaja con su banda a España a presentarse en la Exposición mundial de Sevilla, Expo de Sevilla '92, en representación de la Argentina junto a otros artistas. A su regreso se presenta en Córdoba, Rosario y La Plata. Se realizan nuevos cambios en su banda: se van el Pollo Raffo y Marco Pusineri y llegan Claudio Cardone y Marcelo Novatti.
En 1993, se presenta en el Festival de Cosquín y en junio actúa en Rosario junto a la Orquesta Sinfónica Provincial, con arreglos de Leo Sujatovich. El 21 de septiembre se presenta en la Plaza Independencia (Mendoza) junto a Silvina Garré, ante más de 20 000 personas. Luego viaja a Los Ángeles para grabar un nuevo CD, el primero realizado fuera del país. Publica Corazón de barco. 
A los pocos meses, en una actuación en Tucumán ante 15 000 personas, se cae del escenario y se fractura la mandíbula. Después de una operación permanece 2 meses sin poder abrir la boca y por más de 5 meses sin poder cantar. El 17 de octubre de 1993 publica en Página/12 su versión de lo que estaba viviendo en ese momento. 
Gana el premio ACE, como solista pop por su CD Corazón de barco y se presenta en el Teatro General San Martín dentro del ciclo de Clásicos Populares. Actúa en los festejos por los Diez Años de Democracia junto a otros artistas con un show multitudinario en la Avenida 9 de Julio.
En 1994 presenta Corazón de barco en Córdoba, Rosario, Mar del Plata, Santa Rosa, Neuquén y Comodoro Rivadavia. Toca junto a su banda en el Monumento a la Bandera de Rosario convocando a una verdadera multitud.
En 1998 edita "15 años", este CD fue grabado en vivo durante unos shows en el teatro Opera con un seleccionado de excelentes músicos: Pablo de la Loza - (teclados), Eduardo Rogatti - (guitarra), Sergio Sainz - (bajo), Fernando”Pepi” Marrone - (batería) y Juancho Perone - (percusión). El álbum es una recorrida por los éxitos más importantes del rosarino con la participación de grandes figuras como Ana Belén, Lito Vitale, Fito Páez, Joaquín Sabina, Patricia Sosa, Alejandro Lerner, Virgilio Expósito, León Gieco, Julia Zenko, Adrián Abonizio, Jorge Fandermole, Lalo De los Santos.
En 1999 es citado por Lito Vitale para participar en su disco El grito sagrado junto a María Elena Walsh, Víctor Heredia, Jairo, Alejandro Lerner, Sandra Mihanovich, Pedro Aznar y Fabiana Cantilo, interpretando Mi bandera.

### En elsigloXXI
En septiembre de 2000 viaja a Londres para presentarse en el Barbican Centre junto a otros artistas argentinos. En el 2001 retomó el trabajo conjunto con Lito Vitale, junto a Lucho González como músico invitado.
En 2006, después de varios años sin su banda, edita Sabe quién, un disco concebido para aprovechar las obras de grandes compositores como Adrián Abonizio, Jorge Fandermole, etc.
El 25 de mayo de 2014 formó parte de los festejos por el aniversario de la Revolución de Mayo, en el marco del show "Somos Cultura" del Ministerio de Cultura de la Nación.
En 2022 forma parte de Concierto con los Refugiados para Telefe y ACNUR

## Premios
- En 1985 obtuvo su primer Premio Konex - Diploma al Mérito como uno de los 5 mejores cantantes de rock de la década.
- En 1995 la Fundación Konex le otorgó su segundo Diploma al Mérito Konex, esta vez en la disciplina Cantante Masculino de Pop/Balada.
- En 2000 Postales del alma del dúo Baglietto-Vitale es distinguido con el premio Grammy Latino al mejor álbum de tango. El premio lo entregan en septiembre en Los Ángeles, pero el dúo no viaja a recibirlo ya que esa noche partían hacia una nueva gira por el interior del país.

## Discografía

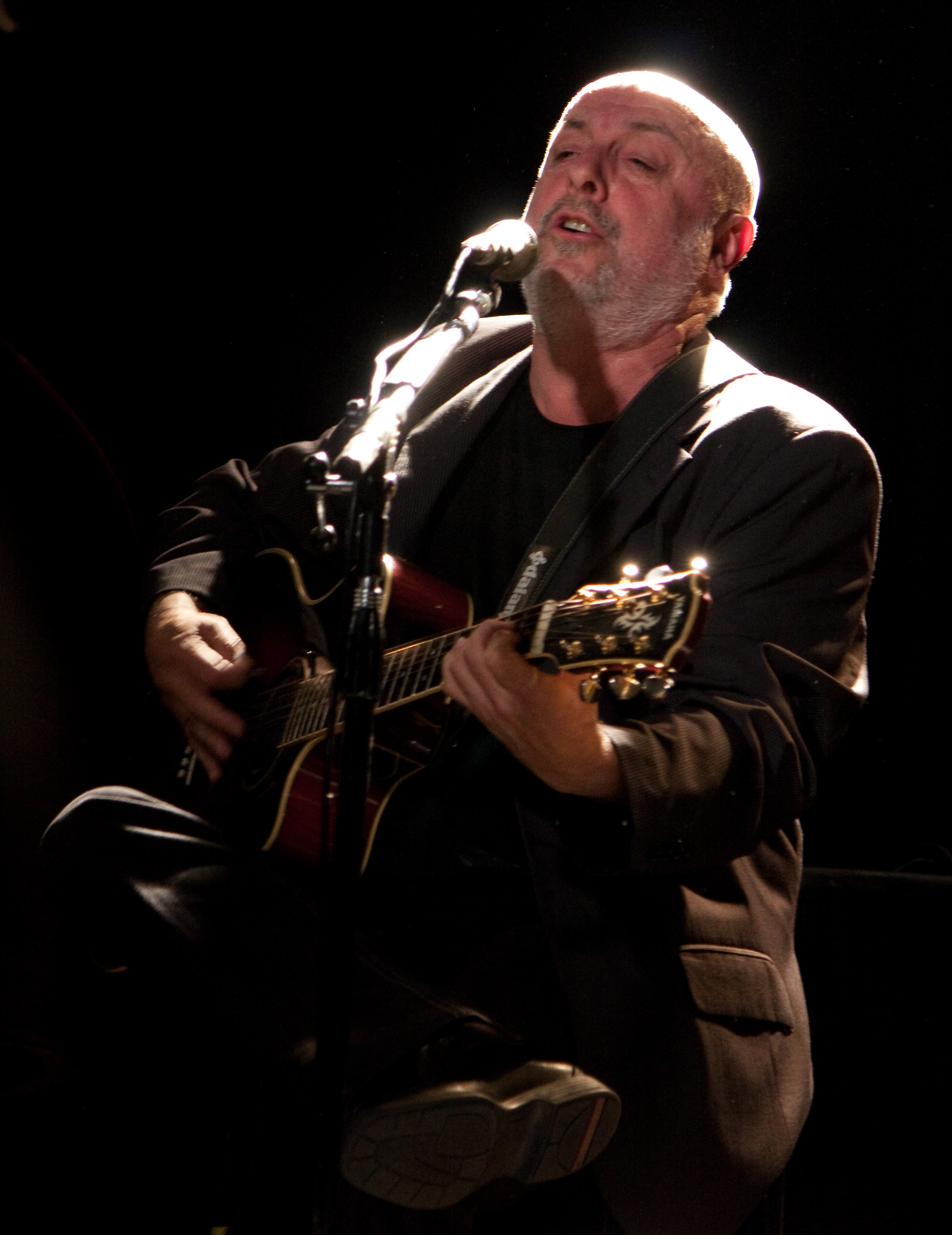
Juan Carlos Baglietto en un recital en la Ciudad de Buenos Aires, noviembre de 2010.

### Como solista
- 1982: Tiempos difíciles
- 1982: Actuar para vivir
- 1983: Baglietto
- 1985: Modelo para armar
- 1986: Acné
- 1988: ¡Mami!
- 1990: Ayúdame a mirar
- 1993: Corazón de barco
- 1996: Luz quitapenas
- 1998: 15 años
- 2006: Sabe quién...
- 2020: Desde casa (EP)

### Con Baglietto/Vitale
- 1991: Postales de este lado del mundo
- 1999: Postales del alma
- 2000: No olvides... (en vivo)
- 2001: Qué más hacer en esta tierra incendiada sino cantar
- 2003: La despedida. Grandes éxitos (en vivo)
- 2012: Clásicos y acústicos
- 2015: Postales del Nuevo Mundo
- 2019: Canciones inoxidables
- 2023: Tangos

### Junto a más artistas
- 1984: ¿Por qué cantamos? (con Celeste Carballo, Nito Mestre y Oveja Negra)
- 1984: Baglietto y compañía (con Gato Pérez, Silvina Garré, Fito Páez, Litto Nebbia y Rubén Juárez)
- 1989: Baglietto/Garré en el Teatro Ópera (con Silvina Garré)
- 2017: Jairo-Baglietto en el Teatro Ópera (con Jairo)
- 2018: Historias con voz (con Jairo)
- 2020: Juntos en el Teatro Ópera (con Silvina Garré)
- 2020: La trova rosarina (con Rubén Goldín, Silvina Garré, Jorge Fandermole, Adrián Abonizio y Fabián Gallardo)
- 2023: Rock nacional (invitado por Rodrigo Tapari, junto a Lito Vitale)

### Recopilaciones
- 1988: Grandes éxitos

- 1995: Páez/Baglietto - Baglietto/Páez (junto a Fito Páez)
- 1995: Baglietto, lo mejor de los mejores
- 1999: Colección aniversario
- 2011: Más de lo mismo (junto a Lito Vitale)

## Opiniones del medio artístico
"...Técnicamente no es ninguna maravilla, pero su voz es extremadamente interesante. Maneja un amplio espectro de tonalidades, [...] hay algo en su voz que traduce melancolía..."
Paul McCartney hablando sobre Juan Carlos Baglietto en 1983. Baglietto fue uno de los artistas a los que McCartney prestó especial atención mientras escuchaba varios discos de música contemporánea argentina, los cuales le fueron enviados a principios de los años ochenta.

## Vida personal
Estuvo en pareja con Silvina Garré y, aparte de eso, tuvo dos matrimonios. Entre ambos matrimonios tuvo a Julián, Joaquín, Fermín y Clarita.